# Лысьвенский горный округ наследников графа П. П. Шувалова

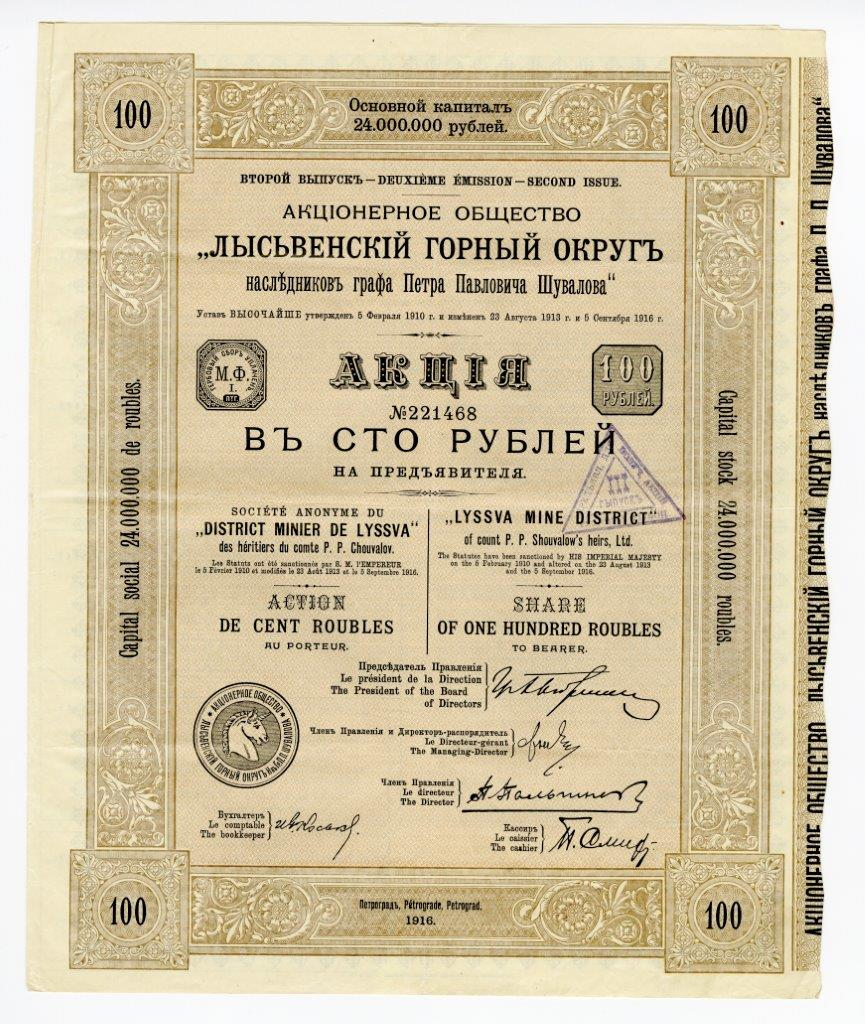
Акция в 100 руб. на предъявителя Акционерного общества «Лысьвенский горный округ наследников графа П. П. Шувалова» с основным капиталом в 24 млн.руб. Петроград, 1916 г.

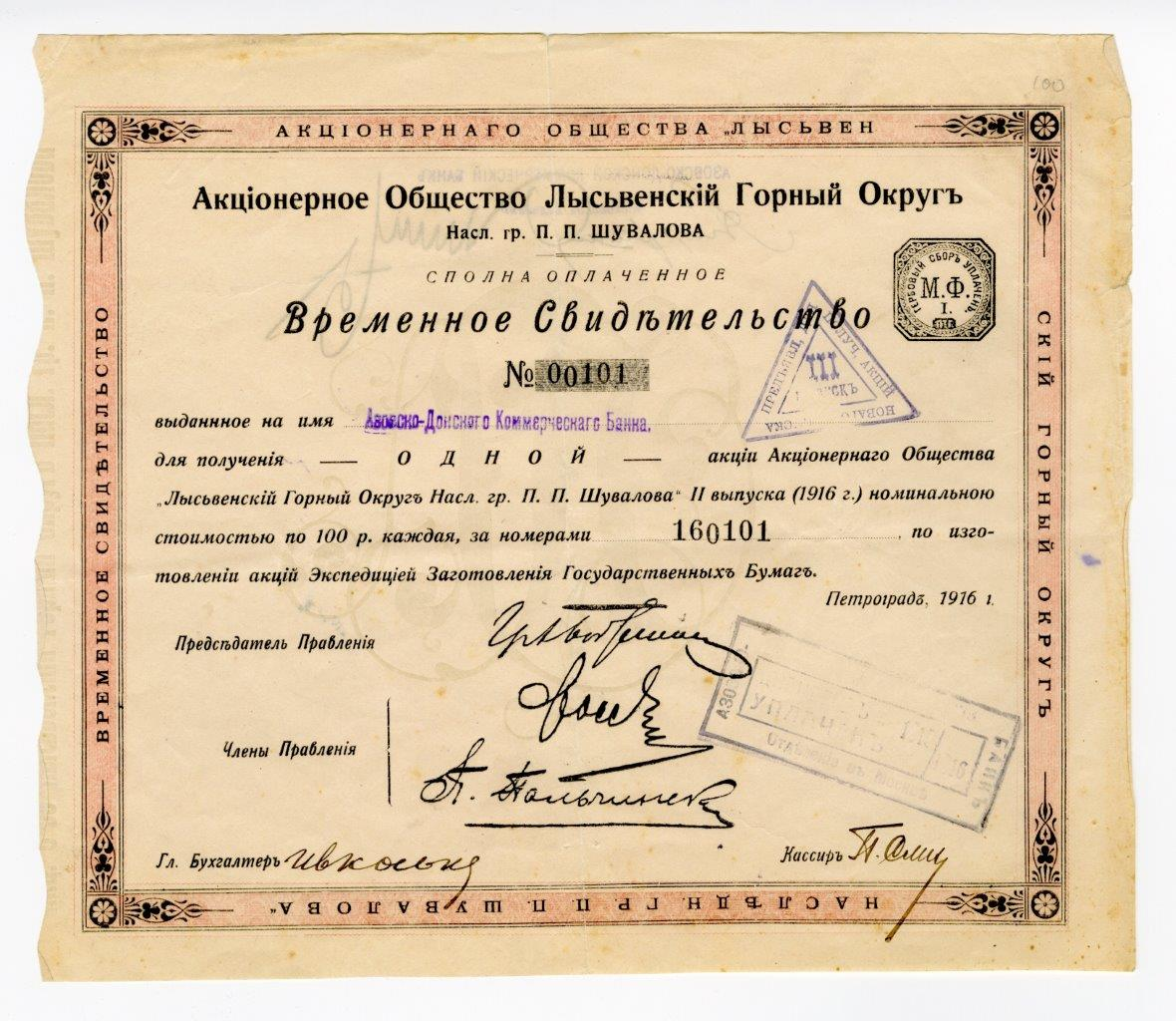
«Сполна оплаченное» именное Временное свидетельство и для получений одной акции номинальной стоимостью в 100 руб. Акционерного общества «Лысьвенский горный округ наследников графа П. П. Шувалова». Петроград, 1916 г.

Акционерное общество «Лысьвенский горный округ наследников графа П. П. Шувалова» — одна из ведущих производственно-промышленных структур индустриального Урала дореволюционной России, определяющую роль в которой играл Лысьвенский чугуноплавильный и железоделательный завод (ныне Лысьвенский металлургический завод, ЛМЗ), расположенный близ населенного пункта Лысьва (город с 1926 г.) на востоке современного Пермского края.

## История
Система горных округов — традиционная для издревле богатого своими полезными ископаемыми, в том числе железной рудой, Уральского региона России форма организации металлургического производства.
Лысьвенский горный округ сложился в результате неоднократного дробления некогда монолитной вотчины известного рода русских промышленников и купцов Строгановых, перешедшей во владение сначала графа Павла Петровича Шувалова — полковника русской гвардии, флигель-адъютанта из рода Шуваловых, а затем и его наследников. Территория округа складывалась постепенно, и ее конфигурация часто менялась. Прежде чем она стала единой, ей пришлось пережить время раздробленности, когда между заводами находились земли, принадлежавшие другим владельцам. В процессе становления и развития его территория то расширялась за счет приписки бывших казенных земель и покупки частновладельческих дач, то уменьшалась за счет продажи или уступки своих земель.
Первую плавку лысьвенская домна дала 2 декабря 1787 года. В XIX столетии листовое железо с мифическим единорогом, фирменной печатью Шуваловых, было очень популярно на мировом рынке. Оно шло на экспорт, по некоторым данным из него делали кровлю Собора Парижской Богоматери и парламента Великобритании. Каркас американской Статуи Свободы также сделан из уральского металла. По мере развития завода развивалось и само селение, ставшее в XIX в. центром Лысьвенского заводского округа. В 1902 году, благодаря постройке железнодорожной ветки, соединившей Лысьву со станцией Калино Горнозаводской железной дороги, завод, производивший к тому времени железо из привозного чугуна, получил широкий выход на рынки страны и зарубежья.
Устав акционерного общества «Лысьвенский горный округ наследников графа П. П. Шувалова» Высочайше утвержден 5 февраля 1910 года (изменен 23 августа 1913 года и 5 октября 1916 года).
Председателем Правления АО «Лысьвенский горный округ», в соответствии с существовавшей тогда традицией, был избран А. А. Бобринский, видный государственный деятель, впоследствии ставший председателем Совета Русско-Английского банка. В активе этого банка было 3400 акций шуваловского общества. Из банковских учреждений еще Московский купеческий банк владел 1440 акциями компании.
Успешная техническая реконструкция лысьвенского производства в начале XX в. превратила завод в головное предприятие округа. Расширялось не только производство, но и из года в год увеличивалось количество рабочих — выходцев из разных волостей Пермской, Вятской, Казанской, Симбирской, Нижегородской губерний. Постепенно количество пришлых
превысило местных работников. По данным исследователя Г. П. Рычковой, если в 1898 г. на Лысьвенском заводе работало 28 % пришлых работников, а в 1902 г. — 36,6 %, то в 1908 г. уже около 60 %. Накануне Первой мировой войны на Лысьвенских заводах работало всего 14 % местных рабочих от общего состава рабочего населения. В количественном выражении в 1895 г. на ЛМЗ работало 750 человек, в 1907 г. — 3300. В начале 1900-х гг. население округа составляло 8 тыс. человек, а к 1913 г. — 27 тыс.
В годы Первой мировой помимо снарядов Лысьвенский завод выпускал шанцевый инструмент, солдатские котелки, фляжки, ложки и т. п. 16 февраля 1918 года, вскоре после Октябрьских событий 1917 года, на предприятиях Общества был введен так называемый рабочий контроль. 4 марта 1918 года акционерное общество «Лысьвенский горный округ наследников графа П. П. Шувалова» было национализировано постановлением Совнаркома.